# Pedro Castro Eiroa
Pedro Castro Eiroa (Mera, Oleiros, España, 15 de noviembre de 1947) es un exfutbolista hispano-venezolano. Jugó en siete partidos con la selección de fútbol de Venezuela entre 1975 y 1981. También formó parte del plantel de Venezuela para el torneo de la Copa América de 1975. Es apodado como «El Gallego».

## Carrera
Jugó en el Hércules de San Pedro de Nós, antes de emigrar con su familia a Venezuela. En Caracas jugó en el Sporting Coruñés, siendo dirigido por el exfutbolista Antonio Villar Chao, conquistando el Torneo Ibérico en 1968. Ese mismo año llegó al Deportivo Galicia por medio de Lázaro Candal, secretario técnico del club.
En 1971 fue llamado por el entrenador gallego Eduardo Toba para hacer una prueba con el Real Oviedo. Además entrenó con el Deportivo de La Coruña a las órdenes de Arsenio Iglesias pero acabó regresando a Caracas. Jugó en el Deportivo Galicia hasta 1982, conquistando tres veces la Primera División de Venezuela y otras tres la Copa de Venezuela.
Tras su retirada trabajó con las categorías inferiores de la selección venezolana.